# Olorotitan arharensis
Olorotitan arharensis és una espècie de dinosaure hadrosàurid lambeosaurí que va viure al Maastrichtià superior (Cretaci superior). Les seves restes fòssils foren trobades a la formació Tsagayan localitzada a Kundur, regió d'Amur, est llunyà de Rússia. Les restes, que consisteixen en un esquelet quasi complet, foren descrites per Pascal Godefroit et al. l'any 2003. Olorotitan és diferent als altres hadrosàurids crestats per la inusual cresta que sobresurt per darrere el crani i que adopta una forma similar a la d'un ventall o a la d'una destral.